# Bettongia lesueur
Bettongia lesueur é uma espécie de marsupial da família Potoroidae. Endêmico da Austrália. Uma subespécie, Bettongia lesueur graii, foi extinta na década de 1960.